# Ábádán ostroma
Ábádán ostroma az iraki–háború kezdeti szakaszának egyik nagy csatája a huzesztáni Ábádán városáért 1980. november 6. és 1981. szeptember 27. között.
Az ostromot megelőzően Ábádán már napiszintű bombázás alatt állt az iraki légierő részéről, a szeptemberi invázió kezdetekor.
Ábádán stratégiai jelentősége nagy volt, különösképpen az ottani kőolajfinomító miatt, amely akkoriban a világ egyik legnagyobb ilyen létesítményének számított.

## Előzmények
A kezdeti határmenti harcokat követően Szaddám Huszein, Irak diktátora villámháborút indított 1980 őszén Irán ellen, részben a szomszédos arab országok, részben a Nyugat és a Szovjetunió bíztatására, akik nem akarták, hogy a Homeini ajatollah vezette iszlám forradalom tovább terjedjen a Közel-Keleten, mert veszélyben érezték az onnan származó kőolaj exportot.
Az iraki haditerv egyik fő célja Huzesztán elfoglalása volt, amelyhez ideológiai alapot nyújtott, hogy a tartomány főleg arab nemzetiségű. Huzesztán a térség egyik leggazdagabb kőolajlelőhelye, ezért birtoklása is létfontosságú volt.
Az iraki hadsereg szeptember 22-én ostrom alá vette Horramsárt. Egyszerre tervezték még Ábádán bevételét is, de a Forradalmi Gárda szívós ellenállása Horramsárnál feltartóztatta az inváziót és a város csak súlyos veszteségek árán, november 10-én került iraki kézre.
Néhány iraki katonai egység ugyan már szeptemberben Ábádán előtt volt, de az iráni milíciák visszaverték őket a Kárun folyón innenre.
Október 4-ig az iraki csapatoknak sikerült az Ábádán és Ahváz közötti utat biztosítani, azonban továbbra is lekötötte őket Horramsár ostroma, sőt a várakozásokkal ellentétben a huzesztáni arabok nem csatlakoztak Huszein seregéhez (néhány lázadó milíciát leszámítva). Az iraki hadvezetés emiatt módosította az eredeti haditervet és Ábádán elszigetelésére törekedett.

## Az ostrom
November 3-án, Horramsár eleste előtt egy héttel az irakiak már fel tudtak vonulni Ábádánhoz. Az irániak keményen ellenáltak, ezért az iraki parancsnokok erősítésért folyamodtak, de csak egy meggyengült páncéloshadosztály érkezett a segítségükre, amely 4500 katonából és 200 páncélosból állt. A haderőcsoport északkelet felől próbálta bekeríteni Ábádánt, megkerülve az ostromlott Horramsárt és átkelt a Kárunon. Itt egy ismeretlen létszámú iráni erővel kerültek szembe, amelyet északabbra fekvő tartalékok is támogattak.
Az iraki hadsereg három oldalról vette körül Ábádánt. Ugyan elfoglalták a város egy részét, az iráni ellenállást azonban mégsem tudták legyűrni. Ráadásul a tengerfelőli blokádjukat november 28-án az iráni Gyöngy kódnevű hadművelet megsemmisítette, ezért helikopterről és hajóról lehetővé vált utánpótlást szállítani az ostromlott városba.
Jóllehet az iraki ostromzár így is erős maradt, sőt az ágyúzás, valamint a légitámadások során súlyosan megrongálták az olajfinomítót, a várost elfoglalni mégsem tudták.
A hónapok során az iraki morál hanyatlásnak indult és a Satt el-Arab folyót is elzárták az irániak. Szaddám 1981. júniusában parancsba adta, hogy kezdjenek offenzívába Ábádán ellen, amelynek védelmét addigra 15 ezer fővel erősítették meg az irániak (köztük huzesztáni arab milicistákkal is), bár az iraki csapatok számbelileg még mindig fölényben voltak (60 ezer katona és több száz tank).
Az iraki támadás ennek ellenére vereséget szenvedett. Az iráni győzelemben nagy szerepe volt a korszerű Chieftain tankoknak is. Az iráni védelem parancsnoka, Mosztafa Csámrán azonban elesett (a hírek szerint egy robbanásból származó repesz ölte meg).
A várost szeptember 22. és szeptember 27. között mentették fel az irániak az akkor végrehajtott VIII. Imám kódnevű hadművelettel. Irán először itt hajtott végre nagyméretű tömegrohamokat, mint amilyenek az első világháborúban zajlottak. Csak ebben a támadásban háromezer iráni halt meg, míg az irakiak vesztesége feleannyi volt. További 2500 iraki került iráni fogságba és több száz páncélos járművük semmisült meg, ugyanakkor az iráni fél elvesztette szinte valamennyi tankját, köztük a Chieftain tankokat, valamint M60-as, M48-as és M47-es harci járműveket.
A város ostroma végül iráni győzelemmel zárult, de október 15-én az irakiak Ábádántól alig másfél kilométerre egy sikeres akciót hajtottak végre, ahol viszonylag elavult T–54-es és T–62-es tankokkal komoly veszteségeket okoztak egy Chieftainekkel támogatott iráni konvojnak, amely ellátmányt szállított.

## Következmények
Ábádán az ostrom alatt jórészt romba dőlt, ugyanakkor a győzelem lehetővé tette, hogy az újjászervezett iráni erők 1982-ben megkezdjék az ellentámadást, amelynek során Horramsárt is visszafoglalták. A háború ennek ellenére még évekig elhúzódott.